# Dinu Flămând
Dinu Flămând (n. 24 iunie 1947, Susenii Bârgăului, România) este un poet, eseist, jurnalist francez, diplomat, originar din România. Este de asemenea un traducător inspirat din literatura franceză, spaniolă, italiană și portugheză, precum și comentator politic al actualității în presa românească și în cea internațională. În ianuarie 2011 a fost distins cu Premiul Național de Poezie ”Mihai Eminescu” pentru Opera Omnia.

## Biografie
Este licențiat al Facultății de Filologie a Universității „Babeș-Bolyai” din Cluj (1970). A fost membru întemeietor al cenaclului, iar apoi al revistei Echinox. A lucrat în diverse redacții de ziare și reviste din București, între care Amfiteatru și Secolul 20. În anul 1971 a fost transferat disciplinar de la Centrala cărții pentru că a refuzat să participe la acțiunea de epurare ideologică a cărților. În anii 80 pleacă din țară și se refugiază în exil la Paris, de unde denunță, în presa scrisă și în emisiuni radiofonice, regimul de opresiune din România. Locuiește până în 2010 în Franța. A fost jurnalist bilingv la Radio France Internationale, între aprilie 1989 și aprilie 2009. Ulterior a început să realizeze emisiuni de pe teme de actualitate românească și internațională la diverse posturi de televiziune din România, mai cu seamă la B1 tv, în emisiunea de analiză social-politică "Pasul următor". Din august 2011 devine consilier al Ministrului de externe. Este numit în 2013 ministru consilier la Ambasada României de la Paris și reprezintă România la Organizația Internațională a Francofoniei până în noiembrie 2014. După căderea regimului comunist a fost reintegrat în literatura țării sale de origine. Volumele sale de versuri și de critică literară, dar și unele traduceri, au obținut mai multe premii naționale și internaționale. I s-au atribuit burse și participări la programe internaționale de creație: Yowa City, SUA,1983; Fundația Kalouste Gulbekian, Lisabona, Portugalia,1985; La Naplouse, Franța, 2002; Centro di studi ligure, Bogliasco, Italia, 2005; Sacatar Organisation, Salvador de Bahia, Brazilia, 2008. În data de 25 mai 2010 a primit titlul de Doctor Honoris Causa al Universității de vest "Vasile Goldis" din Arad. Este cetățean de onoare al mai multor localități, între care al comunei natale. În 2019 i s-a atribuit premiul Nichita Stănescu, iar în 2021 premiul Lucian Blaga. Premiul Academiei Române pentru poezie (Om cu vâslă pe umăr), 2022. În 2023 i-a fost acordat Premio de poesia Nuevo Siglo de Oro, Circulo de Poesia, Ciudad de Mexico.. Premiul Tudor Arghezi pentru Opera Omnia, 2025.

## Opera

### Volume de poeme
- Apeiron, Ed. Cartea Românească, București, 1971
- Poezii, Ed. Cartea Românească, București,1974
- Altoiuri, Ed. Eminescu, București, 1976
- Stare de asediu, Ed. Cartea Românească, București, 1983
- Viață de probă, Ed. Fundației Culturale Române, București, 1998
- Dincolo/De l’autre côté, ediție bilingvă româno-franceză, în românește de Pierre Drogi, cu desene ale sculptorului Neculai Păduraru, Ed. Universalia, București 2000
- Tags, Ed. Dacia Internațional, col. „Poeții Echinoxului”, Cluj-Napoca, 2002
- Migrația pietrelor, antologie cu o prefață de Ion Pop, Buc., Ed. Cartea Românească, București, ed. I, 2000, ed. a II-a, 2003
- Grădini/ Jardins, ediție bilingvă, traduceri în franceză de Claudia Fontu, Ed. Idea, Cluj-Napoca,  2005
- Frigul intermediar, Ed. Paralela 45, col. „Biblioteca românească”, Pitești,  2006[7]
- Opera poetică, 2 vol., col. „Poesis”, Ed. Cartier, Chișinău,  2007
- Umbre și Faleze, ediție ilustrată de Savina Tarsitano, Ed. Brumar, Timișoara, 2010
- Biopoeme, antologie de autor 1970-2010, prefață de Eugen Negrici, Colectia 101 Poeme, Ed. Academiei Române, București, 2010
- Stive de tăcere, antologie și postfață de Ion Pop, Colecția Poeți laureați ai Premiului național de poezie MIHAI EMINESCU, Ed. Paralela 45, Pitești,  2011
- Stare de asediu, ediția a II-a, revizuită, prefață de Mircea Martin, Cluj-Napoca, Ed. Școala ardeleană, Cluj-Napoca, 2015
- Veghea și Somnul, un an de sonete, viziune grafică de Mircia Dumitrescu, tehnoredactare & editare imagini Orbán Anna-Mária, Editura Școala Ardeleană, Cluj-Napoca, 2016
- Primăvara la Praga, elegii, epigrame, satire, Editura Tracus Arte, București,  2017.
- Descos și țes, antologie de autor 1971-2017, vol.I,II, desene și coperta de Marcel Lupșe, „Colecția Echinox”, Editura Școala Ardeleană, Cluj-Napoca, 2018.
- Om cu vâslă pe umăr, concepție grafică și desene de  Mircia Dumitrescu, Editura Tracus Arte, București, 2020.
- "Scaun la fereastră". Lisabona, jurnal de carantină, 2020-2021, Cu ilustrații de Amadeo de Souza Cardoso, Școala ardeleană, Cluj-Napoca, 2022.

### Traduceri ale poemelor sale în alte limbi
- Estado de sitio, traducere în spaniolă de Omar Lara, Ed. Lar, Madrid, 1983.
- Poeme în apnee/ Poèmes en apnée, antologie bilingvă, traduceri în franceză și prefață de Pierre Drogi, Ed. La Différence, Paris, 2004.
- De l’autre côté, în antologia "Eclats, 5 poètes roumains", traduceri în franceză de Pierre Drogi, Ed. Comp’act, Paris, 2005.
- În refracția realului/ In the Refracting Real, antologie bilingvă, selecție și traduceri în limba engleză de Olga Dunca, prefață de Nicolae Băciuț, Ed. Tipomur, Tg. Mureș, 2006.
- Corzi/Superstrings, ediție bilingvă, traducere în limba engleză de Olga Dunca, Ed. Ideea europeană, București, 2007.
- Exisă oare viață înainte de moarte?/ Haverá vida antes da morte?, ediție bilingvă, traduceri în portugheză de Teresa Leitão, cu o cronică-prefață de António Lobo Antunes, Ed. Quase, Porto, 2007.
- La luce delle pietre, Antologie 1998-2009, ediție bilingvă, traduceri în italiană și selecție de Giovanni Magliocco, Ed. Palomar, Bari, 2010.
- În amonte/En amont, ediție bilingvă româno-franceză, traduceri în franceză de Pierre Drogi și Claudia Fontu, însoțită de un C.D. cu poeme recitate de Dinu Flămând (în românește) și de Bernanrd Callais (în franceză), Ed. Charmides, Bistrița, 2011.
- Zona, ediție blingvă, antologie și traduceri în limba franceză de Claudiu Soare, Ed. Vinea, București, 2012.
- En la cuerda de tender, antologie 1993-2002, ediție bilingvă, traduceri în limba spaniolă și introducere Cătălina Iliescu Gheorghiu, Ed. Linteo Poesia,Ourense,Spania, 2012.
- Inatention de l'attention, traducerea în franceză (vol."Frigul intermediar") de Ana Alexandra Flamind, prefață de Jean-Pierre Siméon, dialog cu autorul de Thierry Renard, Ed. La Passe du vent, Vénissieux, Franța, 2013.
- El frío intermediario, traducctión de Omar Lara,  Valparaíso Ediciones, Ciudad de México, México, 2016.
- Sombras y rompeolas, introduction y traducctión de Catalina Iliescu Gheorghiu, collection "El oro de los tigres", antologie bilingvă, UANL, Nuevo Leon, México,2016.
- Schatten und Klippen, Aus dem Rümanischen von Edith Konrad. Illustriert von Sabina Tarsitano, Klak Verlag, Berlin, 2017.
- Sombras e falésias,PREFÁCIO DE ANTÓNIO LOBO ANTUNES, TRADUÇÃO DE CORNELIU POPA, ficção · poesia, Guerra &Paz Editora, Lisboa, 2017.
- "Ombre e Falesie"/Umbre și Faleze",ediție bilingvă, Traduzione di Smaranda Bratu Elian, Ilustrazioni di Savina Tarsitano, Raffaelli Editore/POESIA, Rimini, 2018.
- „Campos de cáñamo de mi Transilvania”,Traducciones del rumano:Omar Lara y Catalina Iliescu Gheorghiu, Caza de Libros, Bogotà, Columbia, 2018.
- „Antología Poetica”, Introducción Rolando Kattan, Traducciónes Catalina Iliescu Gheorghiu, Omar Lara, Gabriela Capraroiu, Mano Nostra, Tegucigalpa, Honduras, 2019.
- „Cенки и Гребени” („Umbre și Faleze”), traducere din română în macedoneană: Ермuс Лафазановcкu, Cлово, Скопје, 2019.
- „Ombres i Escullera”,traducció al català de Corina Oproae i Jordi Valls, Balbec, Edició Café Central (Barcelona) en coedició amb Llibres del Segle (Girona), 2019.
- „Κατάσταση πολιορκίας και άλλα ποιήματα”, Stare de asediu și alte poeme,antolologie note și traducere în neogreacă de Victor Ivanovici,Ekdoseis Govosti, Atena, 2019.
- „Zwischenfrost/Frigul intermediar”,Deutsch/Rumänisch, Aus dem Rumänischen von Edith Konradt, Pop Verlag,Ludwigsburg,2020.
- „Tzlalím ve Metzukím”, Umbre și Faleze, cu un interviu al autorului, Hebrew Translation Moshe B.Itzaki & Paul Farkas, Keshev de Shirá Publishing House, Tel Aviv, 2021.
- "Primavera en Praga", Traducción de Catalina Iliescu Gheorghiu, edición bilingüe, Colección Visor Poesía, Madrid, 2022.
- "Intimidade distante", Antologia (1983-2010), Traduções do romeno: Teresa Leitão, Sonia Coutinho, Corneliu Popa, Nuno Júdice, Nota introdutória de Marco Lucchesi, TESSERACTUM, Saõ Paulo, 2022.
- "Život na zkoušku" (Viață de probă), antologie, traduceri în limba cehă: Mircea Dan Duță, Jarmila Horáková, Libuške Valentová, Vydalo Nakladatelství Peter Stengl, Praga, 2022.
- "Cadeira à Janela", Lisboa - Diário  da Quarentena, 2020-2021, tradução Corneliu Popa, Guerra & Paz, Editores, Lisboa, 2023.
- „Uomo con remo in spalla”/„Om cu vâslă pe umăr”, Traduzione di Smaranda Bratu Elian, Ilustrato con xilografie di Mircia Dumitrescu, Raffaelli Editore, Rimini, 2023.
- "La lluva en la memoria de la nube", Antología personal(1973-2020),Traducción de Catalina Iliescu y Omar Lara, Editorial Buenos Aires Poetry, 2023.
- "Sombras y rompeolas", Traducción de Catalina Iliescu Gheorghiu, Círculo de Poesía, Ciudad de Mexico, 2023.
- „La frontiera nopții/Na fronterira da noite”,  Antologie personală/Antologie pessoal, Traducere/Tradução Corneliu Popa, Editura Junimea, Iași, 2025.
- „ Hombre con remo al hombro”, Traducción Gabriela Căprăroiu, Ilustraciones: Mircia Dumitrescu, Agua Ardiente, Plural Editores, La Paz, Bolivia, 2025.
- „Homem com remo no ombro”, Tradução, introdução e notas de Marco Lucchesi, Editora Patuá, São Paulo, Brazilia, 2025.

### Prezență în antologii internaționale
- „Engel in het raam op het oosten; Hedendaagse poëzie uit Roemenië”,  trad. Jan H.Mysjkin,  Poëzie Centrum,Gand, Belgique, 2010.

- „La Mesa del Silencio. Once poetas rumanos contemporáneos” , selección y traducción de Omar Lara, Circulo de Poesia, Ciudad de Mexico, 2010

- „Miniaturas de tiempos venideros, Poesía rumana contemporánea”, trad. Catalina Iliescu Gheorghiu, Vaso roto ediciones, Madrid, 2013.

- „En el ombligo de la luna, Antología de poetas del mundo”, Valparaíso editora, México, 2015.
- Testament - Anthology of Romanian Verse - American Edition - monolingual English language edition - Daniel Ionita (editor and principal translator) with Eva Foster, Daniel Reynaud and Rochelle Bews - Australian-Romanian Academy for Culture - 2017 - ISBN 978-0-9953502-0-5

- „Apă strânsă-n căușul palmei”, Antologia Poeziei Echinox, traducerea în ebraică: Moshe B. Itzaki și Paul Farkas, prefață: Ion Pop, cuvânt înainte: Moshe B.Itzaki și Paul Farkas, selecția  poeților din antologie: Radu Țuculescu, KESHEV Publishing House, Israel, 2018.
- „Antologia de Poesia Romena Contemporânea”, bilingue português/romeno, 600 p.Tradução e notas Corneliu Popa, Guerra&Paz editores, Lisboa, 2019.
- „Semillas de piedra. Poesia rumana contemporánea”. Selección y traducción de Gabriela Căprăroiu, Circulo de Poesía Ediciones, Ciudad de Mexico, 2021.
- „Schwebebrücknen aus Papier”, Anthologie rumänischer Lyrik, Heurausgegeben von Hellmut Seiler, Noack & Blokc, Berlin, 2021.
- „Anthologie de poésie mondiale", Les Editions Caractère, Paris, 2022.
- "La estafeta del viento, Antología, La poesía del siglo XX en RUMANIA, Traducción de Corina Oproae, Prólogo del Ion Pop, Colección Visor de Poesía, Madrid, 2022.

### Ediții bibliofile
- Circular/Circulaire, ediție bilingvă româno-franceză, cu fotografii de Roland Castro, traduceri din franceză de Pierre Drogi, Universitatea de Artă și Desing, Cluj-Napoca și Les Editions Signum, Paris, 2002
- Peisaje verticale/ Paysages verticaux, ediție bilingvă româno-franceză, bibliofilă, col. „Biblioteca Bucureștilor”, traduceri din franceză de Pierre Drogi, cu desene de Mircia Dumitrescu, Buc., Regia autonomă Monitorul Oficial, 2003
- Lenticula, ediție trilingvă, traducerea în franceză Pierre Drogi, în neerlandeză de Jan Mysjkin,cu gravuri și bronzuri de Klasien Boulloud, 5 exemplare, Editions TranSignum, Paris,  2005
- În burta calului troian / In the Trojan Horse belly, english translation by Olga Dunca, cu ilustații realizate de Részegh Botond, Editura EISART, Iași, 2008

### Eseuri critice
- Introducere în opera lui G. Bacovia, Ed. Minerva, București, 1979
- Ascunsul Bacovia, a doua ediție revizuită și completată, Ed. Pergamon, Bistrița, 2007
- Intimitatea textului, Ed. Eminescu, București, 1985
- Ediții și prefețe la Ion Barbu, Anton Pann, George Bacovia. Prefețe la scriitori străini traduși în românește: Jean-Louis Curtis, Bojin Pavlovski, Blaje Koneski, Besiki, Pascal Quignard, António Lobo Antunes, Hugo Mujica ș.a.. Cooptat în colectivul de autori pentru Dicționarului scriitorilor români, coordonat de Mircea Zaciu, Marian Papahagi și Aurel Sasu.

### Traduceri în limba română
- Martin Booth, "Polenul insidios", traduceri din engleză, selecție și note în colaborare cu Liliana Ursu, Ed. Univers, București, 1977.
- *** "20 de poeți latino-americani contemporani", antologie, selecție și traduceri din spaniolă, portugheză și franceză în colaborare cu Omar Lara, prefață Andrei Ionescu, Ed. Dacia, Cluj-Napoca, 1983.
- Fernando Pessoa, "Cartea neliniștirii", 2 vol., traducere din portugheză și note de Dinu Flămând, Ed. Fundației Culturale Române, București, 2000.
- Dominique de Villepin, "Napoleon. Cele o sută de zile sau spiritul de sacrificiu", traducere din franceză de Dinu Flămând, Ed. Dacia internațional, Cluj, 2001.
- Fernando Pessoa, "Odă maritimă și alte poeme", selecție, prefață, traduceri din portugheză și note de Dinu Flămând, cu o prefață de José Auguso Seabra, Ed. Univers, București, 2002.
- Philippe Sollers, "Războiul gustului", traducere din franceză de Dinu Flămând, Ed. Polirom, Iași, 2002.
- Jorge Semprun, "Mortul care trebuie",traducere din franceză de Dinu Flămând,  Ed. Dacia internațional, Cluj-Napoca 2002.
- Fernando Pessoa (Ricardo Reis), "Ode și alte poeme", traduceri din portugheză de Dinu Flămând, col. Gemini, Ed. Paralela 45, Pitești, 2004.
- Samuel Beckett, "Poezii urmate de Mâzgâlituri", traduceri din franceză și note de Dinu Flămând, col. Gemini, Ed. Paralela 45, Pitești, 2005.
- Jean-Claude Guillebaud, "Gustul viitorului", prefață și traducere din franceză de Dinu Flămând, Ed. Paralela 45, Pitești, 2006.
- Umberto Saba, "La capra e altri poemi/Capra și alte poeme", ediție bilingvă, selecție și traduceri din italiană de Dinu Flămând, cu o prefață de Margherita Ganeri, îngrijirea ediției și cronologia de Smaranda Bratu Elian,

Ed. Humanitas, București, 2009.
- Fernnando Pessoa, "Cartea neliniștirii", ediție revizuită și completată, traducere din portugheză, prefață și note de Dinu Flămând, Ed. Humanitas Fiction, București,2009, a doua ed. 2010.
- Jean-Pierre Siméon, "Lettre à la femme aimé au sujet de la mort/Scrisoare despre moarte adresată femeii iubite", ediție bilingvă franceză-română, prefață, traduceri din franceză de Dinu Flămând,

Ed. Limes, Cluj-Napoca, 2010.
- Fernando Pessoa, "Opera poetică", selecție, prefață și traduceri din portugheză de Dinu Flămând, Ed. Humanitas fiction, București, 2011, a doua ed. 2013.
- Omar Lara, "Scrisori din Drumul Taberei/Cartas de Drumul Taberei", ediție bilingvă româno-spaniolă, traduceri în colaborare cu Maria Elena Răvoianu, Ed. Timpul, Iași, 2011.
- Carlos Drummond de Andrade, "Mașina lumii și alte poeme", selecție, prefață, traduceri și note de Dinu Flămând,  Ed. Humanitas fiction, București, 2012.
- Antonio Gamoneda, "Claridad sin descanso/Claritate neostenită", ediție bilingvă spaniolă-română,selecție și prefață de Dinu Flămând, Ed. Eikon, Cluj-Napoca, 2012.
- Fernando Pessoa, "Ultimatum și alte manifeste",selecție, prefață, traduceri (în colaborare cu Micaela Ghițescu) și note de Dinu Flămând, Ed. Humanitas Fiction, București, 2012.
- Fernando Pessoa, "Ora absurdă/ Hora absurda", ediție bilingvă româno-portugheză, selecție și prefață de Dinu Flămând, viziune grafică și ilustrații de Mircia Dumitrescu, Ed. Câinele pe acoperiș, București, 2013. A doua

ediție ed. Institutul Cultural Român, București, 2014.
- Fernando Pessoa, "Cronica vieții care trece", selecție, prefață, traduceri din portugheză (în colaborare cu Micaela Ghițescu) și note de Dinu Flămând, Ed. Humanitas Fiction, București, 2014.
- António Lobo Antunes, "Inima inimii" (din „Livro de crónicas I”), selecție, traduceri din portugheză, prefață și note de Dinu Flămând, Ed.Humanitas, București, 2014.
- Pablo Neruda, "Nu există lumină pură", antologie, traduceri din spaniolă, prefață, tabel cronologic și note, Ed. Art, București, 2015.
- Fernando Pessoa, "Quaresma, descifrator", proze polițiste, selecție, prefață, traduceri din limba portugheză și note de Dinu Flămând, Ed. Humanitas Fiction, București, 2015.
- Luis García Montero, "Sonată tristă pentru luna din Granada/Sonata triste para la luna de Granada", antologie, selecție și traduceri din limba spaniolă de Dinu Flămând și Cătălina Iliescu-Gheorghiu,

ediție bilingvă, Editura Timpul, Iași, 2016.
- *** „Spinul din floare" poeți mexicani contemporani, antologie,traduceri și note de Dinu Flămând și Marilena Răvoianu, cuvând înainte de Dinu Flămând, prefață de Luis David Palacios,

viziune grafică & gravuri în lemn de Mircia Dumitrescu, tehnoredactare & editare imagini Orbán Anna-Mária, editura Școala ardeleană, Cluj-Napoca, 2016.
- Fernando Pessoa, „Vecin cu viața”, poezia ortonimă, 1911-1935, antologie, traduceri din portugheză, prefață și note de Dinu Flămând, Ed.Humnitas Fiction, București, 2017.
- António Lobo Antunes, „Pe râurile ce duc...”, traducere din portugheză, prefață și note de Dinu Flămând, Ed. Humanitas Fiction, București, 2018.
- Marco Lucchesi, „Meridian celest & alte poeme”,ediție bilingvă, traduceri din portugheza braziliană, prefață și note de Dinu Flămând, Ed. Tracus Arte, București, 2018. Publicată și în ediție electronică de

Editura TESSERACTUM, São Paulo, 2022. 
- Vinícius de Moraes, „Tristeza feita dança/Tristețea-dans”,ediție bilingvă, antologie, selecție, traduceri, note asupra ediției, cuvânt înainte și cronologie de Dinu Flămând, Baroque Books&Arts, București, 2018.
- António Lobo Antunes, „Până ce pietrele vor deveni mai ușoare ca apa”, roman, traducere din portugheză și note de Dinu Flămând și Anca Milu Vaidesegan, prefață de Dinu Flămând, Humanitas Fiction, București, 2019.
- Marco Antonio Campos, „Viernes en Jerusalén y otros poemas/Vineri la Ierusalim și alte poeme”,antologie, traduceri din spaniolă, prefață și note de Dinu Flămând, Tracus Arte, București, 2019.
- Mario Luzi, "POESIE/POEZII", antologie, selecție, traduceri, note și cronologie de Dinu Flămând, Introducere de Stefano Verdino, ediție bilingvă italiano/română,  col. „Biblioteca italiana” coordonată de Smaranda Bratu Elian, Humanitas, București, 2019.
- Jean-Pierre Siméon, "Politica frumuseții" (și "Scrisoare despre moarte adresată iubitei",(text revizuit),traduceri din franceză, prefață, biografie și note de Dinu Flămând, Tracus Arte, București, 2020.
- Fernando Pesssoa, "Marinarul (și alte ficțiuni)",Selecție, traduceri din portugheză, prefață și note de Dinu Flămând, Humanitas fiction, București, 2022.
- José Luís Peixoto, "Morreste-me/ Mi-ai murit", ediție bilingvă, traducere din portugheză Dinu Flămând & Cristina Dăscălescu Dordea, cu 5 gravuri în lemn de Mircia Dumitrescu, Editura Charmides, Bistrița, 2022.
- César Vallejo, "Trilce", Poemas/Poeme, ediție bilingvă, traducere din spaniolă, prefață, tabel cronologic și note de Dinu Flămând, Cartier popular, Chișinău, 2022.
- César Vallejo, "A murit eternitatea mea",  Opera poetică completă, traducere din limba spaniolă, prefață, tabel cronologic, notă asupra ediției și note explicative de Dinu Flămând, Pandora, București, 2022.
- António Lobo Antunes, „Lunga scurtime a vieții”, cronici, selecție, traducere din portugheză, prefață și note de Dinu Flămând, Humanitas fiction, București, 2023.
- Marco Lucchesi, Dor și Saudade, Traducere din limba portugheză, prefață și note de Dinu Flămând, Editura Muzeul Literaturii Române, București, 2024.
- Rolando Kattan, Vestă antiglonț/Calecho antibalas, Antologie poetică/Antologia poética, Traducere și prefață de Dinu Flămând, Editura Junimea, Iași 2024.
- António Lobo Antunes, Fado Alexandrino, traducere din portugheză și note de Cristina Dăscălescu Dordea și Dinu Flămând, prefață de Dinu Flămând, Humanitas fiction, București, 2024.
- Víctor Rodríguez Núñes, La marmota se harta de crepúsculo / Marmota se satură de crepuscul,[antología personal 1979-2023]/[antologie de autor 1979-2023], ediție bilingvă, traducere din limba spaniolă, prefață și note de Dinu Flămând, Tracus  Arte, București, 2025.
- Manuel Rico, De luz y transparencia/ Despre lumină și transparență,[una antología 1992-1996]/[o antologie 1992-1996], traducere, note și postfață de Dinu Flămând, Editura Cartea Românească, București, 2025.
- Fernando Pessoa, Educația stoicului, Unicul manuscris al Baronlui de Teive, Traducere, prefață și note de Dinu Flămând, Humanitas Fiction, București, 2025.
- Jeanette L. Clariond, Mi madre es una flama en la ribera/ Mama mea e o flacără pe malul râului, traduceri de Dinu Flămând și Cătălina Iliescu Gheorghiu, prefață și note de Dinu Flămând, ilustrații și imagine copertă de Mircia Dumitrescu, ediție bilingvă, Editura Tracus Arte, București, 2025.